# Пайн Тауншип (округ Армстронг, Пенсільванія)
Пайн Тауншип (англ. Pine Township) — селище (англ. township) в США, в окрузі Армстронг штату Пенсільванія. Населення — 351 особа (2020).

## Демографія
Згідно з переписом 2010 року, у селищі мешкало 412 осіб у 168 домогосподарствах у складі 126 родин. Було 212 помешкання
Расовий склад населення:
| - 98,8 % — білих - 0,5 % — чорних або афроамериканців |

До двох чи більше рас належало 0,7 %. Частка іспаномовних становила 0,0 % від усіх жителів.
За віковим діапазоном населення розподілялося таким чином: 24,0 % — особи молодші 18 років, 52,7 % — особи у віці 18—64 років, 23,3 % — особи у віці 65 років та старші. Медіана віку мешканця становила 42,2 року. На 100 осіб жіночої статі у селищі припадало 106,0 чоловіків;  на 100 жінок у віці від 18 років та старших — 101,9 чоловіків також старших 18 років.
Середній дохід на одне домашнє господарство  становив 45 945 доларів США (медіана — 40 536), а середній дохід на одну сім'ю — 48 450 доларів (медіана — 39 375). За межею бідності перебувало 14,6 % осіб, у тому числі 24,4 % дітей у віці до 18 років та 1,2 % осіб у віці 65 років та старших.
Цивільне працевлаштоване населення становило 131 особа. Основні галузі зайнятості: виробництво — 19,8 %, роздрібна торгівля — 16,0 %, освіта, охорона здоров'я та соціальна допомога — 13,0 %, науковці, спеціалісти, менеджери — 10,7 %.